# Ambassade de Chine au Canada
L'ambassade de Chine au Canada est la représentation diplomatique de la Chine au Canada. Ses bureaux sont situés au 515 rue St. Patrick, dans la capitale canadienne Ottawa.

## Mission

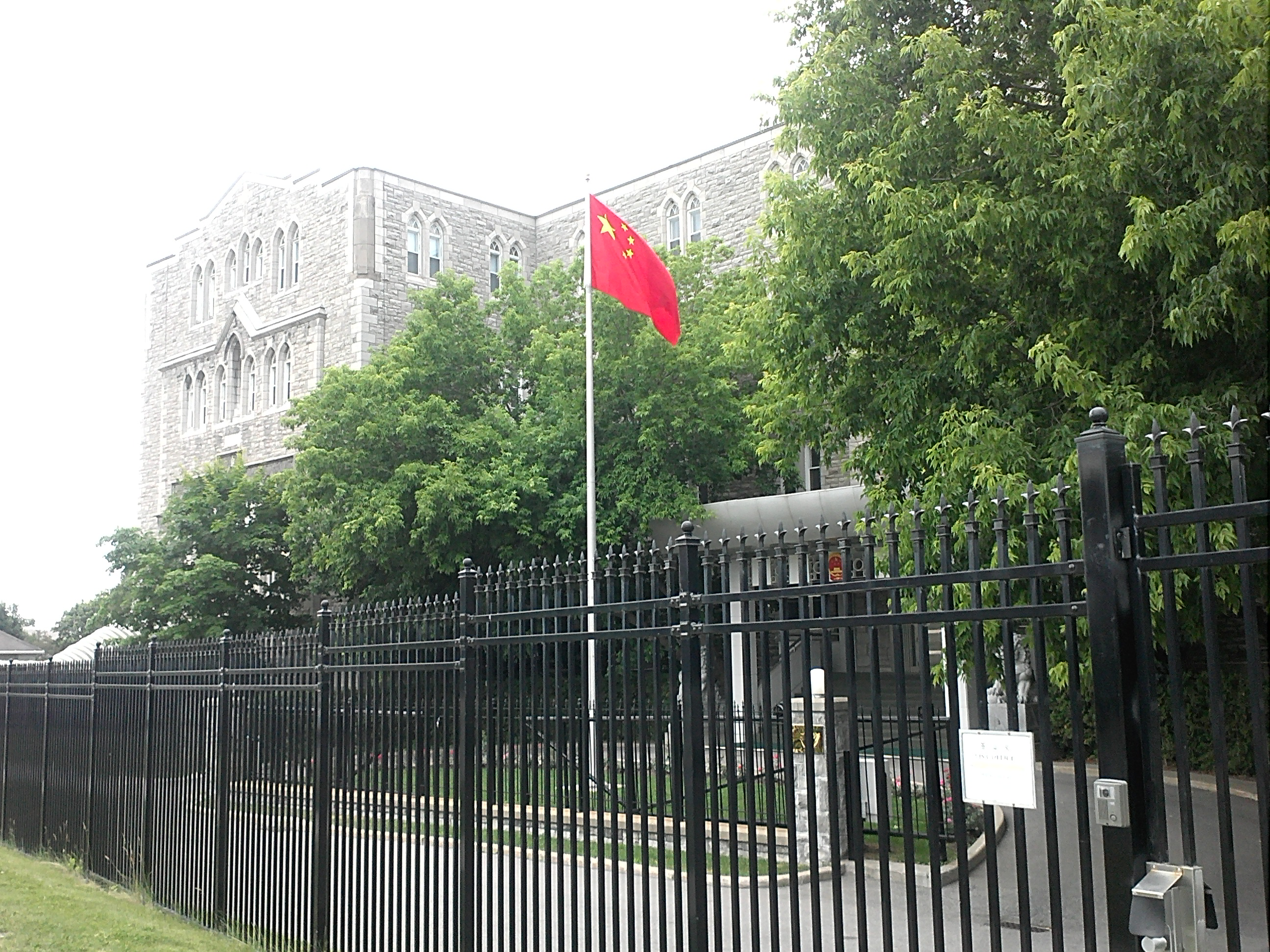
Ambassade de Chine au Canada

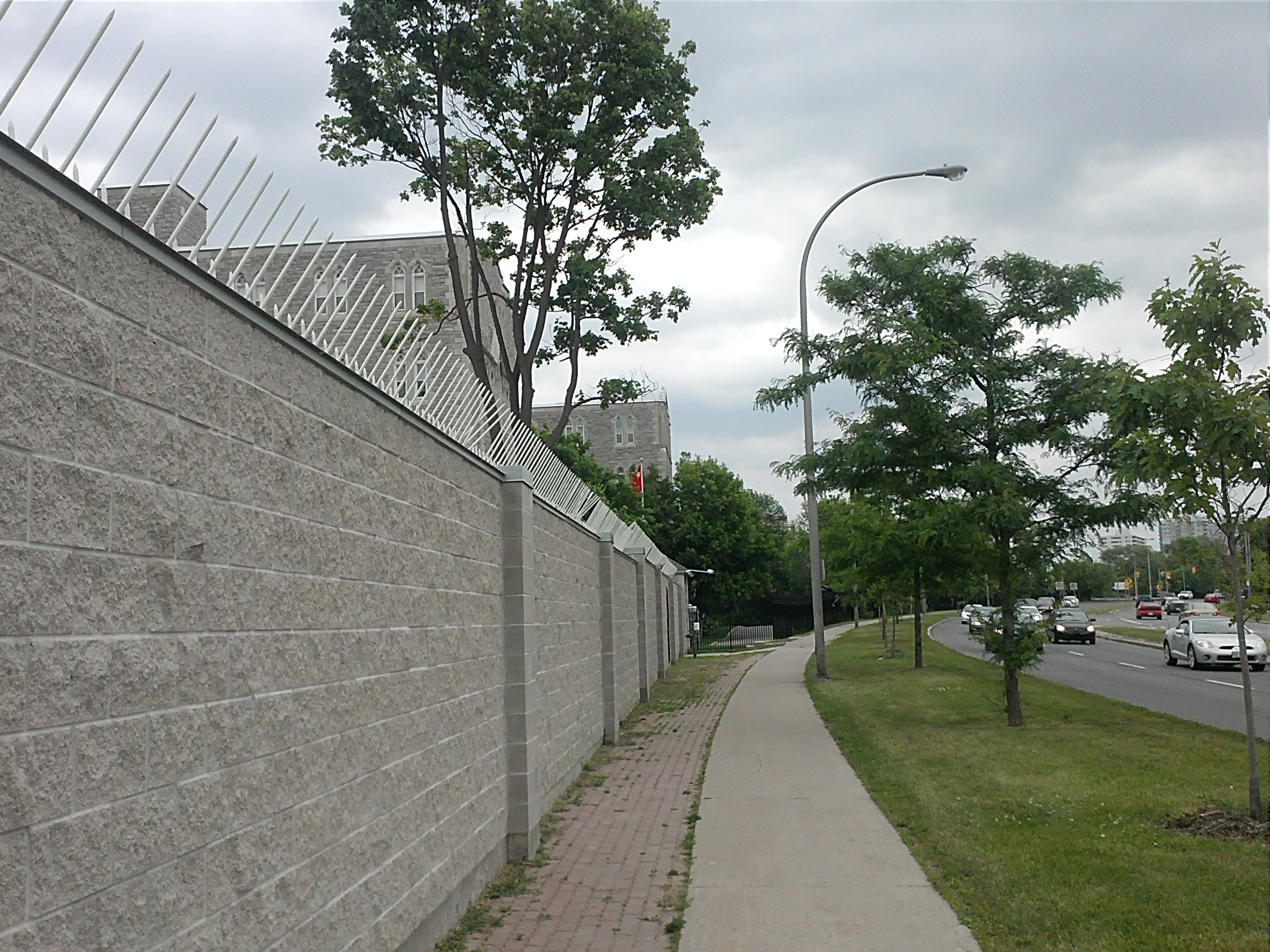
Mur de l'ambassade donnant sur la rue St. Patrick, à Ottawa.

Cette ambassade est responsable des relations entre le Canada et la Chine et offre des services aux Chinois en sol canadien. Elle gère aussi directement un district consulaire regroupant la région de la capitale nationale, Terre-Neuve-et-Labrador, la Nouvelle-Écosse, l'Île-du-Prince-Édouard et le Nunavut.
On retrouve également 4 consulats au Canada :
- Consulat général de Chine à Toronto : pour l'Ontario et le Manitoba ;
- Consulat général de Chine à Montréal : pour le Québec et le Nouveau-Brunswick ;
- Consulat général de Chine à Calgary : pour l'Alberta, la Saskatchewan et les Territoires du Nord-Ouest ;
- Consulat général de Chine à Vancouver : pour la Colombie-Britannique et le Yukon.

## Historique
L'édifice a été construit pour la Congrégation de Notre-Dame de Charité du Bon Pasteur, comme un couvent. Le monastère de style néo-gothique a été conçu par l'équipe père et fils de John et James Bowes. Vingt ans après son achèvement, le bâtiment a été agrandi par l'architecte Joseph Simeon Jude Routhier de Montréal pour créer un refuge plus grand pour les femmes et les filles. Le couvent a été reconstruit à la suite d'un incendie en 1938. Conçu par l'architecte Georges Lucien Emile Leblanc, il a conservé le style structurel et architectural d'origine.
Le bâtiment a été acheté par le gouvernement de Chine en 1972. Les principales caractéristiques architecturales extérieures de ce bâtiment historique sont restées relativement inchangées après sa conversion en ambassade. Le clocher de la chapelle a été démoli et le centre de l'édifice est aujourd'hui l'entrée principale des visiteurs.

## Représentant officiel

### Consul général de laDynastie Qing
- 1901 - 1910 : Gong Xinzhao
- 1910 - 1911 : Wang Siyuan

### Consul général de laRépublique de Chine
- 1913 - 1921 : Yang Shuwen
- 1921 - 1921 : Xu Shanqing
- 1921 - 1923 : Zhou Qilian
- 1923 - 1925 : Luo Chang
- 1925 - 1929 : Zhou Guoxian
- 1929 - 1934 : Li Jun
- 1934 - 1939 : Zhou Xiqi
- 1939 - 1942 : Shi Zhaoying

### Ambassadeur de laRépublique de Chine
- 1942 - 1947 : Liu Shishun
- 1947 : 1962 : Liu Kai
- 1962 - 1963 : Fan Daozhan
- 1963 - 1967 : Xu Shuxi
- 1967 - 1967 : Xue Yuqi

### Ambassadeur de laRépublique populaire de Chine
- 1971 - 1971 : Huang Hua
- 1972 - 1973 : Yao Guang
- 1973 - 1976 : Zhang Wenjin
- 1977 - 1983 : Wang Dong
- 1983 - 1986 : Yu Zhan
- 1986 - 1990 : Zhang Wenpu
- 1989 - 1992 : Wen Yezhan
- 1992 - 1996 : Zhang Yijun
- 1996 - 1998 : Cha Peixin
- 1998 - 2005 : Mei Ping
- 2005 - 2008 : Lu Shumin
- 2008 - 2011 : Lan Lijun
- 2011 - 2014 : Zhang Junsai
- 2014 - 2017 : Luo Zhaohui
- 2017 - 2019 : Lu Shaye
- 2019 - : Cong Peiwu